# مادامتوتا
مادامتوتا (به لاتین: Madametota) یک منطقهٔ مسکونی در سری‌لانکا است که در استان جنوبی (سری‌لانکا) واقع شده‌است.